# Philippe de Burbure de Wesembeek
Philippe de Burbure (Brussel, 22 januari 1779 - Antwerpen, 25 oktober 1855) was een Belgisch edelman, burgemeester en lid van de Tweede Kamer der Staten-Generaal.

## Familie
Philippe Edouard Guillaume Marie de Burbure was de zoon van Guillaume de Burbure (1755-1821), heer van Wezembeek en Oppem en van Barbara van Turnhout. De familie De Burbure was nauw betrokken bij het produceren, verhandelen en controleren van de buskruitfabricatie. Zijn vader oefende onder het ancien régime of in de Franse tijd openbare ambten uit: raadslid in Leuven, adjunct van de maire (burgemeester) in Brussel.
Nadat hij in 1805 getrouwd was met Hélène Schoutheete (1782-1845), dochter van de schepen en algemeen ontvanger van Dendermonde, Henri Schouteete, en Caroline de Backer de Tervarent, ging De Burbure in Dendermonde wonen. Het gezin had drie kinderen:
- Leon de Burbure de Wesembeek
- Gustave de Burbure de Wesembeek
- Mathilde de Burbure de Wesembeek (Dendermonde 1819 - Den Haag 1899), die trouwde met graaf Auguste le Grelle (1817-1891)

## Adel
De Burbure behoorde tot een familie waarvan leden in 1692 en 1722 in de erfelijke adelstand waren opgenomen. Nadat de adel in de Franse tijd (1794) werd afgeschaft, kon onder de Verenigd Koninkrijk der Nederlanden de hernieuwde opname in de adelstand worden aangevraagd. Daar waar veel voormalige edellieden dit onmiddellijk deden, werd geen aanvraag ingediend, noch door Guillaume de Burbure, noch door Philippe of zijn broer.
Na vele jaren diende hij toch een aanvraag in en op 5 augustus 1830 werd hem adelbevestiging verleend. Hij had niet de tijd om dit door open brieven te laten officialiseren, aangezien enkele weken later de Belgische revolutie uitbrak. Hij wachtte opnieuw een lange tijd: uit bepaalde houdingen van zijn zoon Leon kan worden opgemaakt dat het gezin orangist bleef, minstens gedurende de eerste jaren na 1830. Hij vroeg en verkreeg uiteindelijk toch onder het koninkrijk België, op 14 oktober 1844, erkenning van erfelijke adel met daarbij de titel van ridder, overdraagbaar bij eerstgeboorte.

## Levensloop
De Burbure maakte vanaf 1788 als kind en jongeman de verschillende regimes mee, tot aan het Verenigd koninkrijk. In 1794 verloor zijn vader de heerlijke rechten die hij bezat op Wezembeek, Oppem en andere. Het belette de familie niet eigendommen te behouden, waaronder het landgoed van Wezembeek.
Onder het Franse keizerrijk werd hij opeenvolgend districtscommissaris voor de arrondissementen Sint-Niklaas, Dendermonde en Gent. In 1814 (hij was toen 35) was De Burbure commandant van de Burgerwacht in Dendermonde.
Hij werd burgemeester van kleine dorpen in het Dendermondse: Appels en Mespelare. Op 17 oktober 1820 werd hij verkozen tot lid van de Tweede Kamer der Staten-Generaal. Na een legislatuur te hebben volbracht, werd hij vanaf 20 oktober 1823 niet meer verlengd.
Wellicht was hij niet langer persona grata, want in 1821, toen een felomstreden wet (de 'Stelselwet' over de belastingsorganisatie) moest worden behandeld, waar vooral de Zuid-Nederlandse afgevaardigden tegen protesteerden, was er opschudding omdat hij zich ziek had gemeld en dit als een weigering tot ondersteuning van de regering werd geïnterpreteerd.
Nadat zijn vrouw was overleden, bracht hij zijn laatste levensjaren door in Antwerpen, bij zijn oudste zoon, de musicus Leon de Burbure.